# 192 (număr)
192 (o sută nouăzeci și doi) este numărul natural care urmează după 191 și precede pe 193 într-un șir crescător de numere naturale.

## În matematică
192
- Este un număr par.
- Este un număr compus.[1]
- Este un număr abundent.[2][3]
- Este un număr fericit.[4][5]
- Este un număr harshad.[6][7]
- Este un număr practic.[8][9]
- Este un număr rotund.[10][11]
- Este un număr semiperfect (pseudoperfect).[12][13]
- Este suma a zece numere prime consecutive: {\displaystyle 192=5+7+11+13+17+19+23+29+31+37\,}.
- Este cel mai mic număr cu 14 divizori.

## În știință

### În astronomie
- Obiectul NGC 192 din New General Catalogue este o galaxie spirală barată cu o magnitudine 12,6 în constelația Balena.
- 192 Nausikaa este un asteroid mare din centura principală.
- 190P/Mueller (Mueller 6) este o cometă periodică din sistemul nostru solar.
- MOA-2007-BLG-192L oste o stea pitică roșie sau pitică cenușie, având o planetă de mărimea Pământului, aflată în constelația Săgetătorul, la aproximativ 3000 de ani lumină.

### În tehnica de calcul
- 192.168 este adresa IP de început a unei rețele internet private.
- AES-192, este unul dintre cele trei cifruri pe blocuri în criptografie, celelalte fiind AES-128 și AES-256.

## În alte domenii
192 se poate referi la:
- Motorul de căutare 192.com.